# Otto von Fassong
Otto Wilhelm Alfred Fassong, seit 1875 von Fassong (* 2. September 1829 in Kaltvorwerk, Kreis Oels; † 13. November 1888 in Berlin) war preußischer Generalleutnant und Kommandeur der 9. Division.

## Leben

### Herkunft
Seine Eltern waren der Güterdirektor Wilhelm Fassong († 1871) und dessen Ehefrau Charlotte, geborene Scholtz († 1864).

### Militärkarriere
Otto erhielt seine Schulbildung auf der Höheren Bürgerschule in Baranowo und der Realschule in Breslau. Nach seinem Abschluss trat er am 1. November 1847 als Kanonier in die 6. Artilleriebrigade der Preußischen Armee ein und war von Oktober 1848 bis Juli 1851 zur weiteren Ausbildung an die Vereinigte Artillerie- und Ingenieurschule kommandiert. Bis Mitte September 1850 avancierte er zum außeretatmäßigen Sekondeleutnant und wurde am 9. Dezember 1851 mit Patent vom 10. September 1849 zum Artillerieoffizier ernannt. Anschließend war er vom 1. Oktober 1853 bis zum 28. Februar 1855 Adjutant der II. Abteilung. Am 21. April 1859 zum Premierleutnant befördert, war er von März 1860 bis Juli 1861 als Adjutant der 6. Artillerie-Brigade und stieg Ende Januar 1861 zum Hauptmann auf. Ab dem 8. September 1862 folgte eine Verwendung als Adjutant der 3. Artillerie-Inspektion.
Während des Krieges gegen Österreich nahm Fassong 1866 als Adjutant des Generalleutnants von Jacobi an den Schlachten bei Nachod sowie Königgrätz und erhielt für sein Wirken den Roten Adlerorden IV. Klasse mit Schwertern. Nach dem Friedensschluss erfolgte Mitte Oktober 1866 seine Ernennung zum Batteriechef in der 4. Artilleriebrigade und Mitte Februar 1869 in gleicher Eigenschaft die Versetzung in die Garde-Artillerie-Brigade.
Im Vorfeld des Deutsch-Französischen Krieges wurde Fassong am 17. Juni 1870 zum Major befördert und unter Stellung à la suite seines Regiments als Adjutant zur Generalinspektion der Artillerie versetzt. Am Feldzug nahm er im Großen Hauptquartier teil, kämpfte bei Gravelotte, Sedan und am Mont-Valerien sowie der Belagerung von Paris.
Ausgezeichnet mit dem Eisernen Kreuz II. Klasse wurde er nach dem Krieg seinem Regiment aggregiert und am 27. Mai 1871 in die Abteilung für persönliche Angelegenheiten des Kriegsministeriums kommandiert. Am 13. Januar 1872 erfolgte die Versetzung in diese Abteilung und am 19. Januar 1873 erhielt er noch das Eiserne Kreuz I. Klasse. Am 2. Juni 1874 wurde er als Beobachter zu den russischen Manövern bei Warschau und Sankt Petersburg kommandiert. Außerdem wurde er am 4. Juni 1874 zum Mitglied der Kommission zur Umwandlung des Zeughauses in Berlin. Am 31. Dezember 1874 wurde er mit dem Rang und den Gebührnissen eines Abteilungschefs à la suite des Kriegsministeriums gestellt. Fassong avancierte am 18. Januar 1875 zum Oberstleutnant und wurde am 2. Mai 1875 unter Verleihung des Ritterkreuzes des Königlichen Hausordens von Hohenzollern zum Chef des Generalstabes der Generalinspektion der Artillerie ernannt. Außerdem erhob ihn Wilhelm I. am 3. August 1875 in den erblichen preußischen Adelsstand. Am 18. April 1878 zum Oberst befördert, kam er am 10. Dezember 1878 als Kommandeur in das 1. Garde-Feldartillerie-Regiment, dazu erhielt er den Kronen-Orden II. Klasse. Unter Stellung à la suite seines Regiments erfolgte am 31. Mai 1881 seine Ernennung zum Kommandeur in die 3. Feldartillerie-Brigade in Berlin. Zugleich war Fassong ab Mitte Juli 1881 auch Mitglied der Prüfungskommission für Hauptleute und Premierleutnants der Artillerie. Anschließend wurde er am 15. April 1884 zum Generalmajor befördert. Aber seine Gesundheit hatte gelitten und sich ein Herzleiden entwickelt. Daher nahm er ab dem 11. März 1886 einen achtwöchigen Urlaub bei vollem Gehalt zur Wiederherstellung seiner Gesundheit. Nach seiner Rückkehr am 17. Juli 1886 wurde er vom 9. bis zum 14. September zu den k.u.k. Manövern bei Lemberg kommandiert und anlässlich des Ordensfestes im Januar 1887 mit dem Roten Adlerorden II. Klasse mit Eichenlaub und Schwertern am Ringe ausgezeichnet. Am 4. August 1888 erhielt er die Beförderung zum Generalleutnant und wurde zum Kommandeur der 9. Division ernannt. Auf der Rückreise von einer Kur in Bad Harzburg nach Glogau starb er nach einem Herzanfall am 13. November 1888 in Berlin.

### Familie
Fassong heiratete am 25. Mai 1867 in Berlin Marie Gregorovius (1835–1872). Nach ihrem frühen Tod heiratete er am 23. Juli 1878 in Harzburg Anna von Schleinitz (1846–1922), Witwe des Albrecht von Schwarzkoppen († 1877), herzoglich braunschweigischer Oberstleutnant a. D. Das Paar hatte mehrere Kinder:
- Margot (* 1879) ⚭ 1900 Fritz von Selle, (1868–1947), Generalleutnant
- Elisabeth (*/† 1881)
- Hans-Eberhard (* 1884), preußischer Hauptmann der Artillerie ⚭ 28. Februar 1918 Johanna Duden, Tochter von Paul Duden, Eltern von Horst Günther von Fassong (1919–1945), Jagdflieger